# District de Dongfeng
Pour les articles homonymes, voir Dongfeng.
Le district de Dongfeng (东风区 ; pinyin : Dōngfēng Qū) est une subdivision administrative de la province du Heilongjiang en Chine. Il est placé sous la juridiction de la ville-préfecture de Jiamusi ont il forme la partie est.